# 20 km door Brussel

Logo

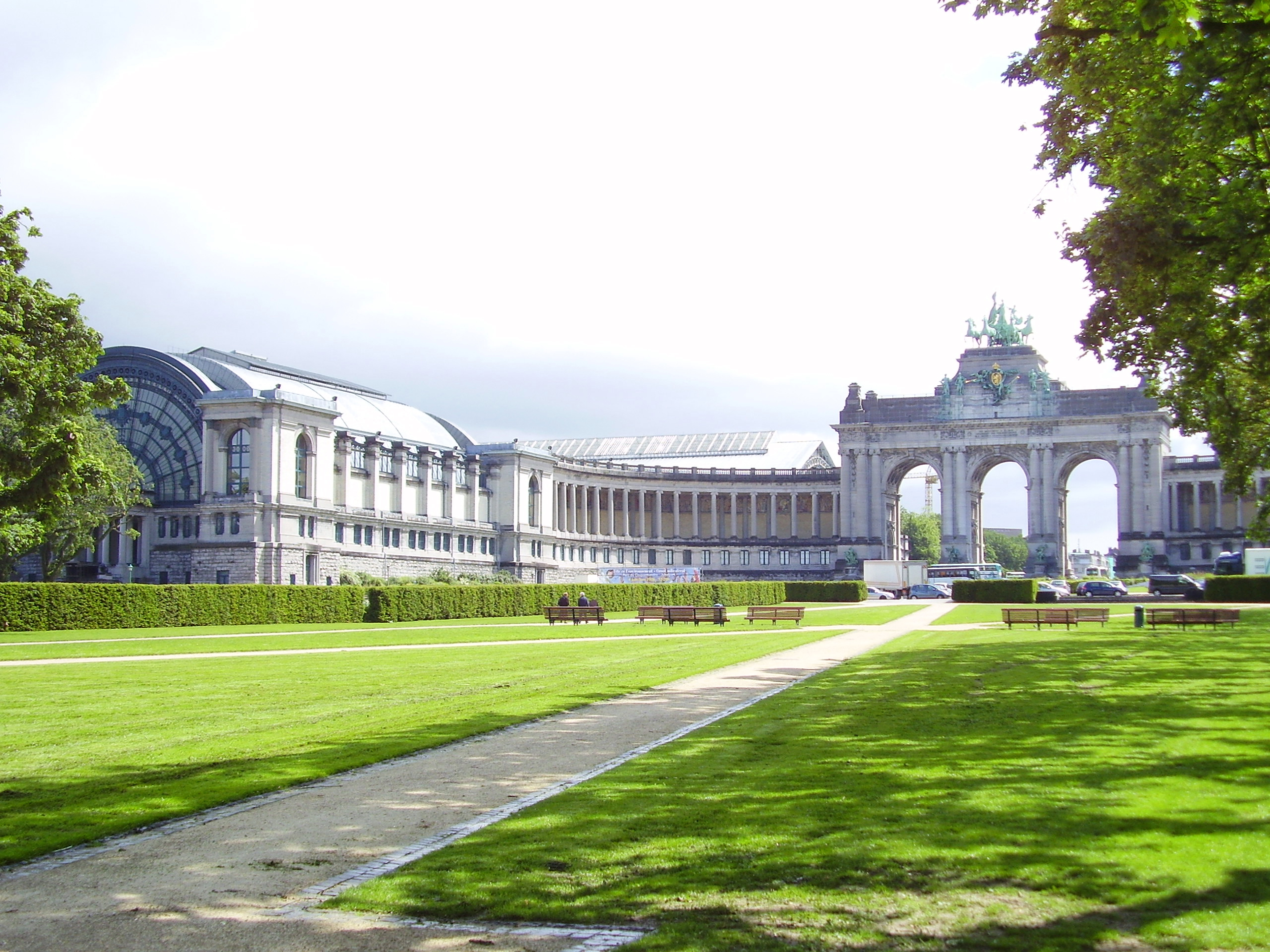
Jubelpark

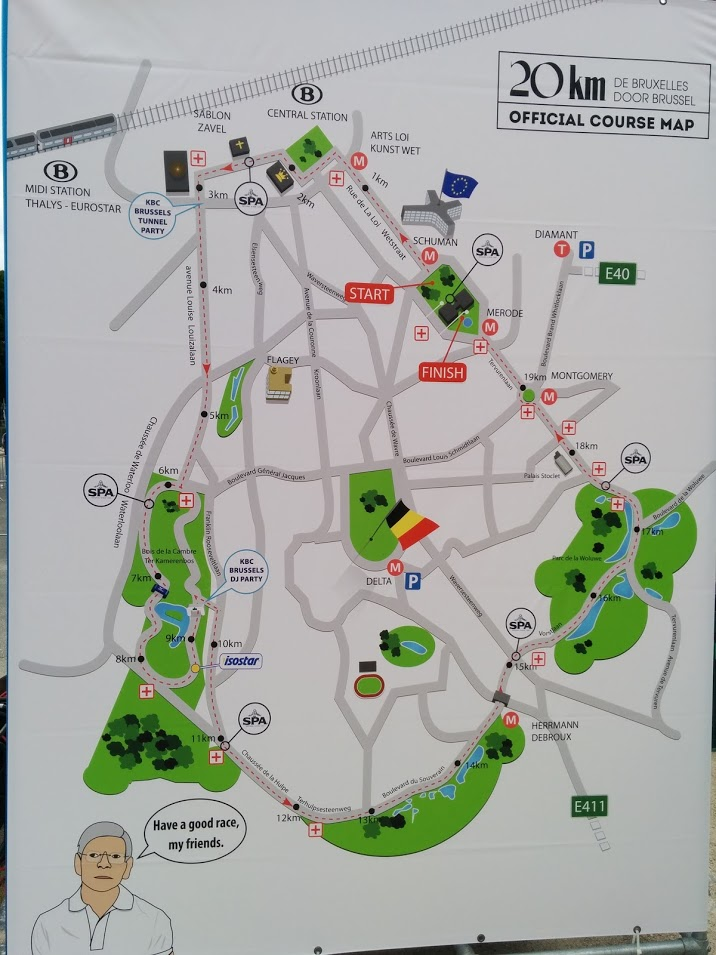
Parcours 20 km door Brussel

De 20 km door Brussel (Frans: 20 km de Bruxelles) is een hardloopwedstrijd van 20 km die sinds 1980 ieder jaar in Brussel wordt gehouden.
De wedstrijd vindt meestal plaats op de laatste zondag van de maand mei. Tot 2013 was er een deelnemerslimiet van 25.000, die elk jaar in een aantal dagen behaald werd. Vanaf 2013 werd er in verschillende groepen gestart, waardoor het deelnemersaantal sindsdien blijft groeien. Tijdens deze wedstrijd wordt door de deelnemers vaak een goed doel uitgekozen om te steunen.

## Historiek
Op 8 juni 1980 werd de eerste editie van de 20 Kilometer door Brussel gelopen. Op die dag verzamelden zo'n 4.200 deelnemers op de Heizel voor de eerste editie van het evenement. Het evenement was zo'n overrompeling, dat tijdens de eerste twee edities het treinstation en de nationale luchthaven onbereikbaar waren en de hele stad stillag.
In de eerstvolgende edities werd het parcours aangepast, er kwamen televisie-uitzendingen van de dag, meer hulpposten, een vernieuwd tijdsregistratiesystemen... Het comfort voor de lopers werd stelselmatig verbeterd. Het aantal deelnemers steeg stelselmatig.
De dertiende editie (1992) had zelfs 19.000 deelnemers, waarvan zo'n 15.000 de finish haalden. Vanaf 1996 had de organisatie een website ter beschikking waarop de deelnemers allerlei praktische informatie konden vinden.
In 2001 namen zo'n 25.000 lopers deel aan de 22e editie. Zij konden zich al sinds 2000 online inschrijven, wat door zo'n kwart van de deelnemers werd gedaan.
Een nieuw deelnemersrecord werd gevestigd in 2011, toen zo'n 35.000 lopers de afstand wilden afleggen in een loodzware hitte. Vanaf dan wordt beslist om 's morgens te starten en in verschillende golven, zodat er meer mensen kunnen deelnemen. In 2013 liep koning Filip van België de 20 kilometer uit in minder dan 2 uur.
De editie van 2017 werd aangekondigd als een uitzonderlijk warme editie. De organisatie voorzag extra bevoorrading en een grote douche-poort. Door een regenbui in de voormiddag viel de temperatuur iets lager uit. Zo'n 40.000 lopers trotseerden de warmte om de wedstrijd tot een goed einde te brengen. Tijdens het startschot liep de eerste minister Charles Michel gehoorschade op.
De editie van 2020 werd geannuleerd vanwege de coronacrisis. De 45e editie in 2023 had een recordaantal van 48.928 deelnemers.

## Parcoursrecords
- Mannen: 59.05 - Gilbert Kipruto Kirwa  Kenia (2014)
- Vrouwen: 1:07.46 - Marleen Renders  België (2002)

## Uitslagen
| Editie | Jaar              | Snelste man           | Land                | Tijd    | Snelste vrouw         | Land                | Tijd    |
| ------ | ----------------- | --------------------- | ------------------- | ------- | --------------------- | ------------------- | ------- |
| 45     | 25 mei 2025       | Patrick Nimubona      | Burundi             | 59.26   | Naomi Taschimowitz    | Verenigd Koninkrijk | 1:09.28 |
| 44     | 26 mei 2024       | Alex Kibet            | Kenia               | 59.57   | Sophie Hardy          | België              | 1:10.56 |
| 43     | 28 mei 2023       | Amaury Paquet         | België              | 1:00.15 | Hanna Vandenbussche   | België              | 1:10.44 |
| 42     | 29 mei 2022       | Amaury Paquet         | België              | 1:00.01 | Sophie Wood           | Verenigd Koninkrijk | 1:11.11 |
| 41     | 12 september 2021 | Amaury Paquet         | België              | 59.31   | Florence De Cock      | België              | 1:09.50 |
| 40     | 19 mei 2019       | Valentin Poncelet     | België              | 1:00.34 | Alexandra Tondeur     | België              | 1:13.04 |
| 39     | 29 mei 2018       | Chahdi Hassan         | Frankrijk           | 1:02.56 | Alexandra Tondeur     | België              | 1:14.38 |
| 38     | 28 mei 2017       | David Kwemoi Maru     | Kenia               | 1:00.37 | Sophie Hardy          | België              | 1:13.42 |
| 37     | 29 mei 2016       | Régis Thonon          | België              | 1:02.07 | Manuela Soccol        | België              | 1:13.51 |
| 36     | 31 mei 2015       | Abdelhadi El Hachimi  | België              | 1:01.47 | Manuela Soccol        | België              | 1:13.48 |
| 35     | 18 mei 2014       | Gilbert Kipruto Kirwa | Kenia               | 59.05   | Ria Thienpondt        | België              | 1:17.21 |
| 34     | 26 mei 2013       | Peter Wanshiru        | Kenia               | 59.22   | Catherine Lallemand   | België              | 1:13.07 |
| 33     | 27 mei 2012       | Dame Tasama           | Ethiopië            | 1:00.52 | Francine Niyonizigiye | Burundi             | 1:13.09 |
| 32     | 29 mei 2011       | Najim El Qady         | Marokko             | 59.41   | Francine Niyonizigiye | Burundi             | 1:12.08 |
| 31     | 30 mei 2010       | Onesphore Nkunzimana  | Burundi             | 1:01.29 | Alemitu Bekele Aga    | België              | 1:11.42 |
| 30     | 31 mei 2009       | Najim El Qady         | Mauritanië          | 1:00.00 | Alemitu Bekele Aga    | België              | 1:16.38 |
| 29     | 25 mei 2008       | Willy Kiptarbei       | Kenia               | 1:00.36 | Fatiha Baouf          | België              | 1:10.56 |
| 28     | 27 mei 2007       | Abduh Bakhet Mohamed  | Qatar               | 1:00.23 | Catherine Lallemand   | België              | 1:12.13 |
| 27     | 28 mei 2006       | Rik Ceulemans         | België              | 1:02.37 | Catherine Lallemand   | België              | 1:12.21 |
| 26     | 29 mei 2005       | Koen Van Rie          | België              | 1:02.06 | Catherine Lallemand   | België              | 1:10.05 |
| 25     | 30 mei 2004       | Jussi Utrainen        | Finland             | 1:00.59 | Marleen Renders       | België              | 1:10.45 |
| 24     | 25 mei 2003       | Jussi Utrainen        | Finland             | 1:02.38 | Marleen Renders       | België              | 1:08.54 |
| 23     | 26 mei 2002       | Ahmed Jaber           | Qatar               | 1:02.03 | Marleen Renders       | België              | 1:07.46 |
| 22     | 27 mei 2001       | Joseph Sitienei       | Kenia               | 1:01.23 | Marleen Renders       | België              | 1:10.48 |
| 21     | 28 mei 2000       | Simon Kasimili        | Kenia               | 52.42   | Marleen Renders       | België              | 1:00.07 |
| 20     | 30 mei 1999       | Mohammed Mourhit      | België              | 1:00.32 | Marleen Renders       | België              | 1:10.25 |
| 19     | 17 mei 1998       | Ondoro Osoro          | Kenia               | 56.15   | Marleen Renders       | België              | 1:05.07 |
| 18     | 25 mei 1997       | Simon Bor             | Kenia               | 55.59   | Marleen Renders       | België              | 1:03.32 |
| 17     | 2 juni 1996       | Wilson Omwoyo         | Kenia               | 55.41   | Marleen Renders       | België              | 1:03.57 |
| 16     | 28 mei 1995       | Vincent Rousseau      | België              | 56.30   | Lieve Slegers         | België              | 1:03.27 |
| 15     | 29 mei 1994       | Julius Ondieki        | Kenia               | 56.06   | Lyudmila Afonjushkina | Rusland             | 1:05.38 |
| 14     | 30 mei 1993       | Julius Ondieki        | Kenia               | 56.58   | Lidia Chulanova       | Rusland             | 1:06.48 |
| 13     | 31 mei 1992       | David Long            | Verenigd Koninkrijk | 57.48   | Maria Ostrovskaya     | Oekraïne            | 1:08.20 |
| 12     | 26 mei 1991       | Ivan Uvizl            | Tsjecho-Slowakije   | 57.28   | Ria Van Landeghem     | België              | 1:07.06 |
| 11     | 27 mei 1990       | Douglas Wakiihuri     | Kenia               | 57.21   | Veronique Marot       | Verenigd Koninkrijk | 1:06.12 |
| 10     | 1989              | Michael McLeod        | Verenigd Koninkrijk | 58.23   | Veronique Marot       | Verenigd Koninkrijk | 1:07.01 |
| 9      | 28 mei 1988       | Steve Brace           | Verenigd Koninkrijk | 59.17   | Francine Peeters      | België              | 1:08.03 |
| 8      | 1987              | Dirk Vanderherten     | België              | 57.50   | Agnes Pardaens        | België              | 1:05.23 |
| 7      | 1 juni 1986       | Dirk Vanderherten     | België              | 58.40   | De Bruycker           | België              | 1:08.24 |
| 6      | 1985              | Christopher Woodhouse | Verenigd Koninkrijk | 58.58   | Andrea van Bost       | België              | 1:13.11 |
| 5      | 1984              | Alex Hagelsteens      | België              | 57.15   | Denise Verhaert       | België              | 1:08.47 |
| 4      | 1983              | Dirk Vanderherten     | België              | 58.00   | Denise Verhaert       | België              | 1:08.47 |
| 3      | 1982              | Fred Vandervennet     | België              | 1:00.00 | Danielle Justin       | België              | 1:12.42 |
| 2      | 28 juni 1981      | Fred Vandervennet     | België              | 59.00   | De Beyns              | België              | 1:07.00 |
| 1      | 8 juni 1980       | Werner Mory           | België              | 1:03.00 | Magda Ilands          | België              | 1:15.00 |